# 鈴鹿の物語
鈴鹿の物語（すずかのものがたり）または鈴鹿の草子は、作者不詳の室町時代の室町物語（広義の御伽草子）。流布本に『田村の草子』がある。
文明18年（1486年）に記された『壬生家文書』「坂上田村麻呂伝勘文」の田村すずゞかの物語の勘文から、この頃にはお伽草子『鈴鹿の草子』が成立していたことが判明している。

## 異伝
『鈴鹿の草子』の別伝というべき『立烏帽子』は「立烏帽子は近江国鈴鹿山の池中の三島（蓬萊・方丈・瀛州）に御殿を造って住む女盗賊で、悪鬼悪黒王の妻であったが、討伐に来た田村の五郎利成と矢文を交わして計略により悪黒王を討たせ、田村とめでたく結ばれた」という梗概である『立烏帽子』は能『田村』から発展したものか、『鈴鹿の草子』の別伝として独立したものか定かではない。